# 特教平權
特教平權（英文︰SEN RIGHTS），於2013年成立，為香港慈善團體，目的旨在維護身心障礙者及特殊教育需要者之平等教育權利；確保他們的身心智潛能得以充分、全面發展；增進他們參與社會的能力；致力建構共融社會；並促進聯合國《殘疾人權利公約》之精神與實踐。

## 目標
- 分享

分享和推廣關於特殊及融合教育的知識與資訊，包括全球各地的經驗和範例。
- 教育

提升障礙者、特殊教育需要者、教師、家長、相關專業人士及社會公眾對於平等教育權的意識。
- 連繫

連繫香港、地區乃至國際層面的障礙者及特殊教育需要的團體，建立交流網絡，強化聲音，倡議平等教育權。
- 監察

監察聯合國《殘疾人權利公約》第24條在香港的實踐。

## 成立背景
- 2013年4月，幾位特殊教育需要者的家人走訪台灣大學、立法院、家長組織，非常羡慕台灣已立法的《特殊教育法》，讓有特殊需要的孩子和他們的家長都能安心地過活成長[1]。

回港後他們籌組成員，正式成立“特敎平權”這個團體，隨即展開尋找盟友及法律顧問等工作。
- 2013年9月，“特敎平權”正式註冊成立。
- 2014年1月，獲得稅務局認可成為慈善團體。

## 架構
- 主席：

黃婉冰女士（前特殊學校校長）
- 副主席：

張文倩女士（註冊建築師）
吳達明教授（法律學者）
- 委員：

莫美寧女士（聽障學生權益會主席）
李鸝女士

## 參與及倡議
提出立法、政策及教育改革建議，並通過研討、教育、文化活動、出版及社會行動等，促進特教平權之目標。
- 2013年9月，副主席張文倩接受報章訪問時表示，要讓兒子馬青脫離普通文化小學才能好好學習，她對香港學校不明白自閉症兒童的需要感到無奈。馬青雖患有自閉症，但智力正常，卻無法獲特殊學校取錄，只能在「正常」學校學習，但孩子固執及自我，老師上課時他會逕自走到課室後面看書，又容易打架及吵鬧。老師無法只遷就一名學生，結果當建築師的她辭去工作，為兒子轉校並每星期給予十小時治療，兒子才能慢慢適應學習。她與幾名特殊教育需要者的家長，於2013年4月走訪台灣，了解當地的特殊教育法，他們希望香港能像台灣一樣，能夠照顧有特殊學習需要的學生[2]。
- 2013年11月及12月，主席黃婉冰女士向香港立法會轄下的融合教育小組委員會提交有關香港融合教育政策的意見書，分別為「及早識別/介入與評估」[3]及「香港融合教育政策的意見」[4]，向香港政府提供建議。
- 2014年4月，張文倩再次接受報章訪問，表示兒子馬青經過幾次的自閉症診斷，專家指他患有自閉症。當時對這症狀毫無認識的她感到晴天霹靂。她立即由全職工作轉為兼職，希望能花多點時間於兒子身上，兩年後更辭去工作，只為每天陪同兒子到不同機構接受訓練，同時她參加很多家長課程，深入了解自閉症。根據報章報導，她現時是推動特殊教育需要孩子平等權利組織「特教平權」的副主席[5]。
- 2014年7月，張文倩亦向立法會提交「有關推行融合教育的投訴處理機制及現行融合教育制度為有精神問題學生提供的支援」[6]。
- 2014年11月，委員李鸝女士出席由聯合國兒童基金會舉辦「兒童議會」計劃，與69位「兒童議員」就自行編寫的三份議案進行討論，亦參與答問環節，與兒童議員作意見交流[7]。

## 外部連結
- 特教平權官方網頁 （页面存档备份，存于）
- 特教平權Facebook專頁